# Paint Pastel Princess
Paint Pastel Princess är en låt av Silverchair. Låten återfinns på albumet Neon Ballroom från 1999, och finns även på singel. Singeln var ej med på någon topplista.
Sputnikmusic gav låten 5 av 5 i betyg. Dom tyckte att det var en albumets bästa låtar. Sputnikmusic tyckte även att "Paint Pastel Princess" visade att sångaren Daniel Johns låtskrivande hade förbättrats.